# نقطة النهاية
نقطة نهاية الجملة أو النقطة (بالإنجليزية: Full stop)‏ هي من علامات الترقيم في الكتابة وتوضع بعد انتهاء المعنى، وفي نهاية الجملة، وفي نهاية الفقرة، وتستعمل في جميع اللغات العالمية باستثناء اليابانية والصينية، وينصح بالتوقف مدة ثانية قبل مواصلة القراءة. [بحاجة لمصدر]

## نقطة النهاية في اللغات الأخرى
تستخدم نقطة النهاية في اللغة اليابانية والصينية علامة دائرة مصغرة هكذا (。)، والتي ترمز لنهاية الجملة.